# Донні Будьярто Утомо
Донні Будьярто Утомо (13 березня 1979) — індонезійський плавець.
Учасник Олімпійських Ігор 2004, 2008 років.
Переможець Ігор Південно-Східної Азії 2003, 2005 років, призер 2007, 2009 років.